# Shahid Khan
Shahid Shad Khan (Panyab, Pakistán; 18 de julio de 1950) es un multimillonario pakistaní-estadounidense. Él es el propietario de los Jaguares de Jacksonville de la Liga Nacional de Fútbol Americano (NFL), del equipo de fútbol Fulham FC de la Premier League de Inglaterra, de la compañía de lucha libre All Elite Wrestling junto a su hijo Tony Khan y la fábrica de repuestos de coches Flex-N-Gate en Urbana, Illinois.
En julio de 2020, el patrimonio neto de Khan era de más de $8 mil millones. Él está en el puesto número 61 de la revista Forbes, y en general es la 234 persona más rica del mundo. También es el hombre más rico de origen pakistaní.

## Primeros años
Khan nació en Lahore, Pakistán, en una familia de clase media que estuvieron involucrados en la industria de la construcción. Su madre fue profesora de matemáticas. Se trasladó a los Estados Unidos en 1968 a los 16 años para estudiar en la Universidad de Illinois en Urbana-Champaign. Cuando llegó a los Estados Unidos, pasó su primera noche en una habitación de $2 la noche en la Universidad Y- YMCA, y su primer trabajo fue lavando platos por $1.20 la hora. Se unió a la Beta Theta Pi fraternidad en la escuela. Se graduó en la Escuela de UIUC de Ingeniería Mecánica e Industrial, con una licenciatura en Ingeniería Industrial en el año 1971. Khan adquirió la ciudadanía de Estados Unidos en 1991.

## Flex-N-Gate
Khan trabajaba en la empresa de fabricación de partes de automóviles Flex-N-Gate mientras asistía a la Universidad de Illinois. Al graduarse, fue contratado como director de ingeniería de la compañía. En 1978, comenzó Bumper Works, fabricando parachoques de coches y camionetas personalizadas. [ 4 ] La transacción consistía en un préstamo de $ 50,000 de la Small Business Corporation Préstamo y $ 16.000 en sus ahorros.
En 1980 le compró Flex-N-Gate a su antiguo empleador Charles Gleason Butzow, trayendo Bumper Works al redil. Khan hizo crecer la empresa para que suministrara parachoques para los tres grandes fabricantes de automóviles . En 1984 comenzó a suministrar una pequeña cantidad de parachoques para Toyota Trucks. Ya en 1987 era el único proveedor de Toyota pick ups y en 1989 fue el único proveedor para toda la línea de Toyota en los Estados Unidos. La adopción de la filosofía de Toyota aumentó la eficiencia de la empresa y la capacidad de cambiar su proceso de fabricación a pocos minutos. Desde entonces, la compañía ha crecido de $ 17 millones en ventas de aproximadamente $ 2 mil millones en 2010.
En 2011, Flex-N-Gate tenía 12,450 empleados y 48 plantas de fabricación en los Estados Unidos y varios otros países, y obtuvo $ 3 mil millones en ingresos. [ 5 ]
En mayo de 2012, la Administración de Salud y Seguridad Ocupacional multaron a Flex-N-Gate con $ 57.000 por violaciones de la salud en su planta ubicada en Urbana.

## Jacksonville Jaguars
El primer intento de Khan para comprar un equipo de la NFL llegó el 11 de febrero de 2010, cuando firmó un acuerdo para adquirir el 60 por ciento accionario de los St. Louis Rams propiedad de Chip Rosenbloom y Lucia Rodríguez, con espera de la aprobación de los demás propietarios de la NFL. Sin embargo, en última instancia, Stan Kroenke, el accionista minoritario de los Rams, ejerce una cláusula en su contrato de propiedad que le daba la posibilidad de igualar cualquier oferta propuesta.
El 29 de noviembre de 2011, Khan acordó comprar los Jaguares de Jacksonville a Wayne Weaver y a los demás accionistas, compra que estaba sujeta a la aprobación de la NFL. Weaver anunció la venta de su equipo a Khan más tarde ese mismo día. Los términos del acuerdo no fueron revelados de inmediato, salvo el compromiso verbal de mantener el equipo en Jacksonville, Florida. La venta finalizó el 4 de enero de 2012. [ 15 ] El precio de compra por el 100% de las acciones de los Jaguares se estima que fue de 760 millones de dólares. [ 16 ] Los dueños de la NFL aprobaron por unanimidad la compra el 14 de diciembre de 2011. [ 17 ] La venta convirtió a Khan en el primer miembro de una minoría étnica en ser dueño de un equipo de la NFL. [ 18 ] [ 19 ]

## Fulham FC
En julio de 2013 Khan negoció la compra del club de fútbol London Fulham de la Liga Premier de su anterior propietario, Mohamed Al Fayed . El acuerdo se concretó el 12 de julio de 2013, con la cantidad estimada entre £ 150-200 millones ($ 226.6 y $ 302 millones de dólares). [ 20 ]

## Reconocimiento
Khan ha recibido varios premios de la Universidad de Illinois, incluyendo un Premio al Alumno Distinguido en 1999 por el Departamento de Ciencia e Ingeniería Mecánica Industrial, el Premio Alumni por Servicio Distinguido en 2006 de la Facultad de Ingeniería , y (con su esposa, Ann), el Premio por Servicios Distinguidos en el año 2005 de la Asociación de Antiguos Alumnos de la Universidad de Illinois . [ 7 ]

## All Elite Wrestling
En 2018, Shahid junto con su hijo comenzó a presentar marcas para su propia empresa de lucha profesional titulada All Elite Wrestling y la compañía se anunció más tarde el 1 de enero de 2019.